# Sami Frashëri
Pour les articles homonymes, voir Frashëri.
 (février 2015).
Sami Frashëri (en turc Şemseddin Sami Bey, né le 1er juin 1850, Frashër, Albanie - 18 juin 1904) est un écrivain albanais, philosophe, dramaturge et une figure de la Rilindja Kombëtare, le mouvement de la Renaissance nationale de l'Albanie, de concert avec ses deux frères Naim et Abdyl.

## Biographie
Frashëri était l'un des fils d'un Bey de Frashër dans le District de Përmet. Il a gagné une place dans la littérature ottomane comme un talentueux auteur, sous le nom de Sami Efendi Şemseddin et a contribué aux réformes de la langue turque.
Cependant, le message de Frashëri, comme il l'a déclaré dans son livre "Albanie - Ce qu'elle était, ce qu'elle est et ce qu'il adviendra d'elle", publié en 1899, est devenu le manifeste de la Renaissance albanaise (Rilindja Kombëtare). Frashëri discutait les perspectives d'une république libre et indépendante d'Albanie. De cette manière, en commençant par une demande d'autonomie et la lutte pour l'établissement de son propre alphabet pour l'albanais et pour l'éducation en langue albanaise, il a aidé le mouvement de libération nationale albanaise à développer sa revendication d'indépendance.

### Enfance
Sami Frashëri est né en 1850 dans le village de Frashër, dans le vilayet de Janina, au sein d'une famille albanaise musulmane distinguée, d'obédience bektashi. Sami, ainsi que ses frères Naim, Abdyl et cinq autres frères et sœurs, étaient les enfants de Halit Bey (1797-1859) et les traditions de leur famille paternelle voulaient qu'ils soient les descendants de détenteurs de timar originaires de la région de Berat avant de venir s'installer à Frashër. Leur mère Emine Hanım (1814-1861) descendait d'Imrahor Ilyas Bey, un éminent commandant albanais ottoman du XVe siècle originaire de la région de Korçë.

### Études
Il fit ses études au lycée de langue grecque Zosimea, à Ioannina. Là, il est entré en contact avec la philosophie occidentale et a étudié les langues telles que le grec, le français et l'italien. Avec l'aide d'un professeur privé, il a également appris l'arabe, le turc et le persan.

### Carrière
En 1872, il s'est installé à Constantinople, où il a travaillé au bureau de presse gouvernemental. Comme de nombreux autres membres de la renaissance albanaise, son objectif, tout au long de sa vie, a été le développement et l'amélioration de la culture de l'Albanie et l'indépendance du pays.
Avec son frère aîné Abdyl, Hasan Tahsini, Pashko Vasa et Jani Vreto, il a fondé le Comité central pour la protection des droits nationaux albanais. En 1879, ce comité réunit une commission pour formaliser un alphabet albanais. Aussi, la Société pour la publication d'écrits en albanais a été fondée et dirigée par Sami Frashëri, compilant et publiant avec son frère Naïm des livres scolaires et des textes en albanais.

### Décès
Il est décédé le 18 juin 1904, après une maladie grave à son domicile à Erenköy.